# امیر چوپان
امیرچوپان سپه سالار سلطان محمد خدابنده اولجایتو (۷۰۳ - ۷۱۶ ه. ق ) بود. وقتی که در سال ۷۱۴ ه. ق . محمودبیک یکی از امرای محلی روم شورش کرد و شهر قونیه را گرفت اولجایتو امیرچوپان را مأمور کرد که به آن شهر برود و فتنه را خاموش کند. امیرچوپان با سه تومان لشکر به آن سمت حرکت کرد و به کمک پادشاهی متحد گرجستان شورش را خاموش کرد و سال بعد به ایران بازگشت. امیرچوپان بعد از مرگ اولجایتو (۷۱۶) در زمان ابوسعید بهادرخان نیز همچنان امیرالامراء بود و هر روز بر قدرت، نفوذ، شکوه و مکنت او افزایش میافتد و وقتی کسانی را که به مخالفت با ابوسعید برخواستند مغلوب ساخت و برخی از آنان را به قتل رسانید، در نزد ابوسعید بیش از پیش تقرّب یافت و توانست تقریباً کنترل کامل افکار ابوسعید را بدست بگیرد و تا آنجا پیش رفت که ابوسعید وی را پدر و آقا خواند و دست او و پسرانش را در کارها به کلی آزاد گذاشت و اداره کننده واقعی قلمرو ایلخان امیر چوپان بود، و در سال ۷۲۰ موقعی که حاکم بلاد روم عاصی شده و سکه و خطبه به نام خود کرده بود امیرچوپان شخصاً به آن شهر رفت و حاکم عاصی را مطیع کرد و به خدمت ابوسعید آورد. با این‌همه سرانجام ابوسعید بر امیرچوپان متغیر شد و امیرچوپان راه ترکستان را پیش گرفت ولی از رفتن به ترکستان منصرف شد و پیش غیاث الدین کرت رفت و در همین موقع فرمانی از ابوسعید دایر به حکم قتل امیرچوپان به غیاث الدین رسید و حکم اجرا شد (سال ۷۲۸). امیرچوپان مردی بود مسلمان و عادل و خیرخواه و ابنیهٔ خیر بسیار در راه مصر و شام بنا کرده بود. 
امیر چوپان در ۲۰ رجب ۷۱۹ با خواهر ابوسعید٬ ساتی‌بیگ ازدواج نمود. ثمرهٔ این ازدواج سه پسر بود که بزرگترین آنان سیورغان نام داشت و ششمین پسر امیرچوپان بود. 
خانم ایران تیمورتاش - خواهر عبدالحسین تیمور تاش - بر آن هستند که خاندان ایشان از اعقاب فرزند ذکور امیر چوپان هستند ؛ تیمورتاش در واقع نام یکی از اولاد امیر چوپان است که در دوران حکومت ابوسعید بهادر به حکومت روم ( آسیای صغیر ) رسید امّا در 720 ه.ق خروج کرد و سکّه به نام خود ، ضرب کرد . سپس به مصر پناهنده شد و در سال 728 ه.ق به دست ملک ناصر - پادشاه مصر - مقتول گردید.

## ماجرای قتل امیر چوپان

### شورش بدخواهان
قدرت فزاینده امیر چوپان و خانواده اش که حسادت بدخواهان را برانگیخته بود، پس از چند رخداد با مشکل رویارو شد. نخست شورش فرزندش تیمورتاش فرمانروای روم، بر ضد حکومت مرکزی ایلخانیان بود که با درایت امیر چوپان برطرف شد.او خود، با اجازه ابوسعید به مقابله با پسرش رفت و با گفت‌وگو او را وادار به تسلیم کرد و دست بسته نزد ابوسعید برد و پس از دستگیری و کشتن کسانی که در تحریک او نقش داشتند، از سلطان ایلخانی پوزش خواست. ابوسعید نیز با بخشودن تیمورتاش، او را در مقامش باقی نهاد.

### قتل پسر امیر توسط ابوسعید
رخداد دیگر، رفتار دمشق خواجه، پسر دیگر امیر چوپان، بود که افزون بر نفوذ فراوان در دربار و حسادت و سعایت درباریان، سخنانی ناشایست بر ضد ابوسعید می‌گفت و سرانجام به سال ۷۲۷ق. به دستور وی کشته شد.

### ماجرای دختر امیر چوپان
ماجرای دیگر که زمینه ساز قتل امیر چوپان شد، علاقه مندی ابوسعید به بغداد خاتون، دختر امیر چوپان، بود که به ازدواج یکی از فرماندهان ایلخانی به نام شیخ حسن جلایری درآمده بود. بر پایه سنت مغول‌ها، اگر زنی مورد پسند خان قرار می‌گرفت، می‌بایست شوهرش او را طلاق می‌داد تا آن زن به همسری خان درآید.ابوسعید با یادآوری این سنت از یاد رفته، در اندیشه به دست آوردن بغداد خاتون بود. از این رو، خواسته خود را با امیر چوپان در میان نهاد. او ضمن مخالفت با سلطان، داماد و دخترش را از وی دور کرد. این کار خشم ابوسعید را در پی داشت. سرانجام ابوسعید شیخ حسن جلایری را ناچار کرد تا بغداد خاتون را طلاق دهد و او را به همسری خود درآورد.
این جریان در کنار بدگویی درباریان درباره قدرت فزاینده فرزندان امیر چوپان در دستگاه حکومت ایلخانی، رویگردانی ابوسعید از آنان را در پی داشت و به فرمان کشتن یکی از پسران امیر چوپان به نام دمشق خواجه و سپس خود او انجامید. امیر چوپان نزد غیاث الدین حاکم هرات پناه برد؛ اما او به دستور ابوسعید، امیر چوپان را به سال ۷۲۸ق. کشت.